# 静忠
静忠（じょうちゅう、建久元年（1190年）- 弘長3年10月2日（1263年11月4日））は、平安時代後期から鎌倉時代中期にかけての天台宗の僧。関白近衛基通の庶子。西院を号した。

## 略歴
正治3年（1201年）10月に円忠に従って出家。権僧正に昇り、嘉禎元年12月（1236年1月）に園城寺長吏に補任。嘉禎2年（1236年）3月、権法務に任じられた。また、寛元3年（1245年）3月10日、後嵯峨天皇の護持僧となり、牛車を聴された。4日後の14日には護持僧として五壇法を修した。
弘長3年（1263年）に74歳で入寂した。